# Sphaerella hieracii
Sphaerella hieracii är en svampart som beskrevs av Cooke & Massee 1887. Sphaerella hieracii ingår i släktet Sphaerella och familjen Mycosphaerellaceae.   Inga underarter finns listade i Catalogue of Life.